# Sint-Maria-Oudenhove
Sint-Maria-Oudenhove är en ort i Belgien.   Den ligger i provinsen Östflandern och regionen Flandern, i den centrala delen av landet, 40 km väster om huvudstaden Bryssel. Sint-Maria-Oudenhove ligger 95 meter över havet och antalet invånare är 2 229.
Terrängen runt Sint-Maria-Oudenhove är huvudsakligen platt. Sint-Maria-Oudenhove ligger uppe på en höjd. Runt Sint-Maria-Oudenhove är det ganska tätbefolkat, med 248 invånare per kvadratkilometer.. Närmaste större samhälle är Zottegem, 4,1 km norr om Sint-Maria-Oudenhove. 
Omgivningarna runt Sint-Maria-Oudenhove är en mosaik av jordbruksmark och naturlig växtlighet.